# High School Forum
High School Forum（ハイスクールフォーラム）は、毎年3月に山口県の県立高校を会場に開催される、高校生の自主的な集会。旧称・通称「山口県高校生交流集会」。山口県内の高校生を主体とする約40名の実行委員会が主催している。1973年に、全国高校生部落問題研究集会（当時）に連なる山口県のブロック集会として始まった。以来、毎年春分の日に開催されている。

## 沿革
1972年に和歌山県で開かれた第8回全国高校生部落問題研究集会に、山口県から7名が初めて参加した。その後、この7名が中心になって、山口県でのブロック集会開催を計画した。
翌1973年に光市民ホールで、約250名の参加で第1回集会が開催された。1976年に開催された第4回集会は、初めて公立高校である山口県立防府高等学校を会場に開催され、以降は毎年県内の公立高校を会場としている。1978年に山口県立防府商業高等学校で開催された第6回集会の参加者が1047名と、はじめて1000人を超えた。その後は参加者は漸減し、2009年に山口県立防府高等学校で開催された第37回集会では250名、2017年に山口県立徳山高等学校で開催された第45回集会では51名の参加者となっている。
2003年に山口県立南陽工業高等学校で開催された第31回集会から、名称を「High School Forum」に改めた（この後も通称としては「山口県高校生交流集会」を使用している）。

## 参考資料
『未来をひらく高校生たち - 山口県の高校生自主活動20年のあゆみ』山口県高校生交流集会実行委員会など編、1992年。